# Comunità territoriali dell'Ucraina
Le comunità territoriali dell'Ucraina (in ucraino територіальна громада?, terytorial'na hromada) sono entità amministrative di terzo livello istituite a partire dal 12 giugno 2020. Il termine ucraino Hromada è analogo al polacco Gromada e al bielorusso Hramada, e indica una comunità di persone.
In Ucraina si distingue tra hromada rurali, urbane o riferite a insediamenti. Attualmente il territorio ucraino è suddiviso in 1 469 hromada, delle quali 31 tuttavia non sono mai entrate in funzione perché situate nella parte del Donbass sotto occupazione al momento della riforma.

## Storia
Prima del 2020, le entità amministrative di base in Ucraina erano conosciute come consigli rurali, consigli di insediamento o consigli cittadini. A queste entità, ci si riferiva genericamente con il termine hromada. La costituzione dell'Ucraina e alcune disposizioni, tra cui la "legge sull'autogoverno locale", stabiliscono alcuni diritti e obblighi per le hromada. Le hromada possono essere città, insediamenti di tipo urbano, insediamenti rurali o villaggi. Nella sua bozza di modifica alla costituzione il presidente Petro Porošenko propose di modificare le suddivisioni amministrative dell'Ucraina, strutturandole in oblast', rajon e hromada. Il 12 giugno 2020 il governo ucraino ha approvato la riforma, stabilendo i confini e i centri amministrativi delle hromada, ad eccezione della Crimea (occupata dal 2014). Nell'occasione, sono state istituite 1 470 hromada. Il numero si è ridotto a 1 469 il 12 agosto successivo, quando la hromada di Sokoliv, nell'Oblast' di Čerkasy, è stata inglobata nella hromada di Zhashkiv.

## Lista delle hromada
Al 1º ottobre 2023, in Ucraina, ci sono 1 469 hromada, così suddivise:
- 409 hromada urbane
- 435 hromada di insediamento
- 625 hromada rurali

| Oblast'          | Numero di hromada | Numero di hromada | Numero di hromada | Numero di hromada |
| Oblast'          | Tipo di Hromada   | Tipo di Hromada   | Tipo di Hromada   | Totale            |
| Oblast'          | Urbana            | Insediamento      | Rurale            | Totale            |
| ---------------- | ----------------- | ----------------- | ----------------- | ----------------- |
| Čerkasy          | 16                | 10                | 40                | 66                |
| Černivci         | 11                | 7                 | 34                | 52                |
| Černihiv         | 16                | 24                | 17                | 57                |
| Charkiv          | 17                | 26                | 13                | 56                |
| Cherson          | 9                 | 17                | 23                | 49                |
| Chmel'nyc'kyj    | 13                | 22                | 25                | 60                |
| Dnipropetrovs'k  | 20                | 25                | 41                | 86                |
| Donec'k          | 43                | 14                | 9                 | 66                |
| Ivano-Frankivs'k | 15                | 23                | 24                | 62                |
| Kiev             | 24                | 23                | 22                | 69                |
| Kirovohrad       | 12                | 16                | 21                | 49                |
| Leopoli          | 39                | 16                | 18                | 73                |
| Luhans'k         | 20                | 12                | 5                 | 37                |
| Mykolaïv         | 9                 | 14                | 29                | 52                |
| Odessa           | 19                | 25                | 47                | 91                |
| Poltava          | 16                | 20                | 24                | 60                |
| Rivne            | 11                | 13                | 40                | 64                |
| Sumy             | 15                | 15                | 21                | 51                |
| Ternopil'        | 18                | 16                | 21                | 55                |
| Transcarpazia    | 11                | 18                | 35                | 64                |
| Vinnycja         | 18                | 22                | 23                | 63                |
| Volinia          | 11                | 18                | 25                | 54                |
| Zaporižžja       | 14                | 17                | 36                | 67                |
| Žytomyr          | 12                | 22                | 32                | 66                |
| Ucraina          | 409               | 435               | 625               | 1 469             |